# Sloane Stephens
Sloane Stephens (født 20. marts 1993 i Plantation, Florida) er en kvindelig tennisspiller fra USA. Sloane Stephens startede sin karriere i 2008.
I sommeren 2018 opnåede Sloane Stephens sin højeste WTA single-rangering på verdensranglisten som nummer 3.